# Estación de Centre Miquel Martí i Pol
Centre Miquel Martí i Pol es una estación de la línea T2 del Trambaix. Está situada sobre la avenida de Barcelona en San Juan Despí, enfrente de la biblioteca Miquel Martí i Pol. Esta estación se inauguró el 3 de abril de 2004.